# Ebneh
Ebneh (tiếng Ả Rập: ابنه) là một ngôi làng Syria nằm ở Ariha Nahiyah ở huyện Ariha, Idlib. Theo Cục Thống kê Trung ương Syria (CBS), Ebneh có dân số 1097 trong cuộc điều tra dân số năm 2004.